# Piotr Wolański
Piotr Wojciech Wolański (ur. 16 sierpnia 1942 w Milówce, zm. 31 sierpnia 2023 w Warszawie) – polski naukowiec, profesor nauk technicznych o specjalności napędy lotnicze i kosmiczne, silniki spalinowe, spalanie, technika cieplna, wybuchy. Profesor zwyczajny w Instytucie Lotnictwa w Sieci Badawczej Łukasiewicz. Emerytowany profesor zwyczajny Politechniki Warszawskiej. Koordynator prac nad pierwszym polskim satelitą Ziemi PW-Sat oraz PW-Sat2.

## Życiorys

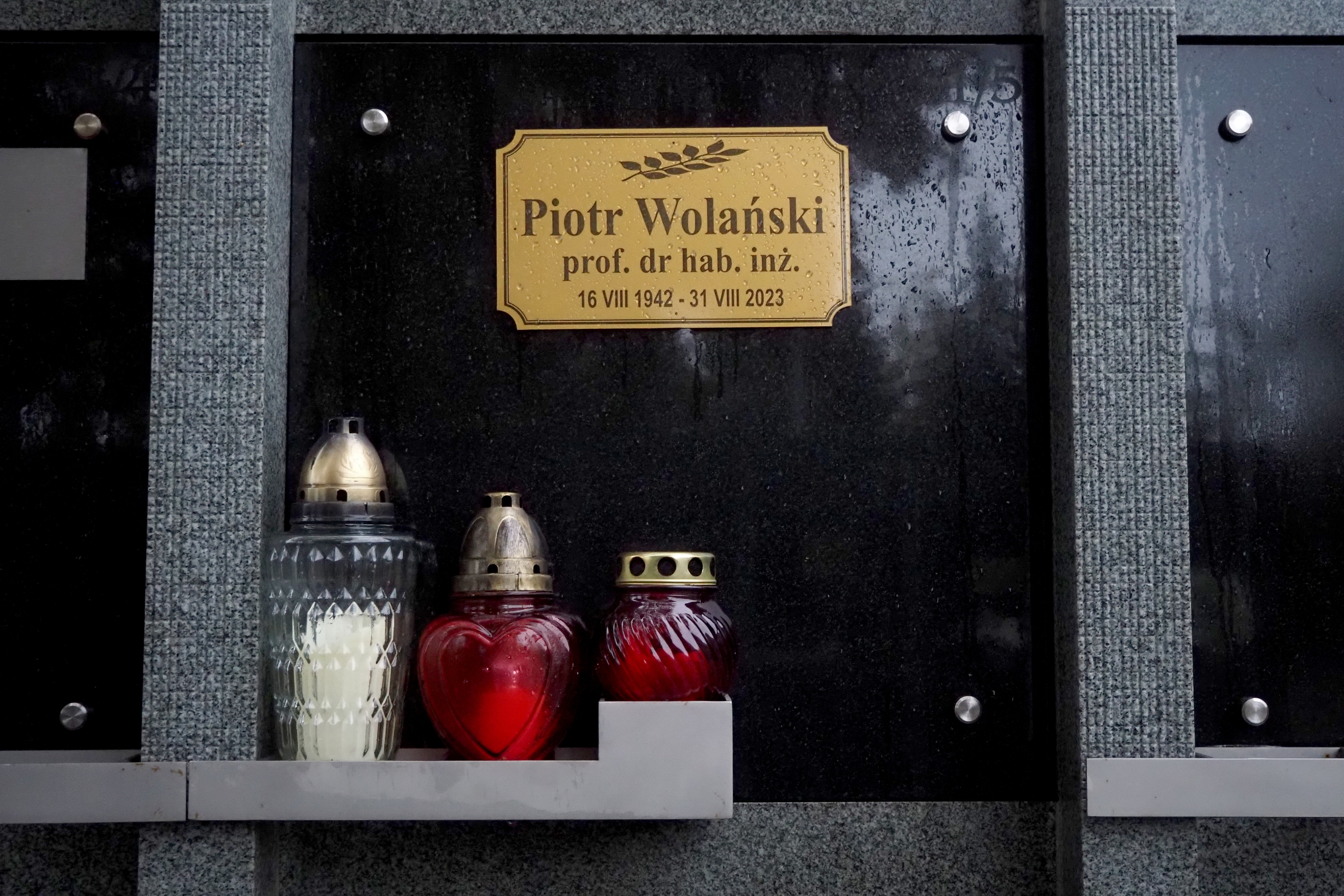
Grób prof. Piotra Wolańskiego na Cmentarzu Wojskowym na Powązkach w Warszawie

Urodził się 16 sierpnia 1942 w Milówce na Żywiecczyźnie. W 1966 ukończył studia magisterskie na Wydziale Mechanicznym Energetyki i Lotnictwa Politechniki Warszawskiej. Od tej pory nieprzerwanie związany z PW. W 1971 doktoryzował się, a w 1979 uzyskał stopień doktora habilitowanego nauk technicznych na MEiL PW. 1 lipca 1989 otrzymał tytuł profesora nauk technicznych.
W działalności naukowo-badawczej zajmuje się badaniami nad silnikami spalinowymi (w tym detonacyjnymi) oraz silnikami do napędów kosmicznych, wybuchami przemysłowymi i astrofizyki. Koordynował pracę na budową pierwszego polskiego satelitę Ziemi PW–SAT. Twórca szkoły wybuchowości pyłów oraz odkrywca tzw. zapłonu dyfuzyjnego. Twórca jednej z hipotez powstawania kontynentów, jako wynik jego badań nad zderzeniami dużych asteroid z Ziemią.
W latach 1980–1984 był prodziekanem MEiL, a w latach 1987–1990 dziekanem tego wydziału. W latach 2002–2005 był prorektorem PW ds. nauki. W latach 1981–2012 był kierownikiem Zakładu Silników Lotniczych w Instytucie Techniki Cieplnej PW.
Od 1995 członek Komitetu Badań Kosmicznych i Satelitarnych Polskiej Akademii Nauk, od 2003 przewodniczący tego komitetu przez cztery kolejne kadencje. Od 2019 Przewodniczący Honorowy KBKiS PAN. W latach 1983–2015 członek Komitetu Termodynamiki i Spalania PAN. Od 2007 członek Rady Naukowej Centrum Badań Kosmicznych PAN. Członek zwyczajny Towarzystwa Naukowego Warszawskiego – Wydział VI Nauk Technicznych. W latach 2016–2022 członek Komitetu Wykonawczego Akademii Inżynierskiej w Polsce. W latach 1990–1994 Prezes Polskiego Towarzystwa Astronautycznego, od 1994 Honorowy Prezes PTA. Sekretarz regionalny i członek zwyczajny Międzynarodowej Akademii Astronautycznej (IAA). Członek Rady Narodowego Centrum Badań i Rozwoju w kadencji 2014–2018. Członek Rady Polskiej Agencji Kosmicznej w kadencji 2015–2020.
W 1997 otrzymał tytuł doktora honoris causa Azerbejdżańskiego Państwowego Uniwersytetu Ropy Naftowej i Przemysłu w Baku, a w 2015 Wojskowej Akademii Technicznej im. Józefa Dąbrowskiego w Warszawie.
Laureat wielu nagród uczelnianych, środowiskowych i ministerialnych w tym w 2012 Nagrody Ministra Nauki i Szkolnictwa Wyższego za całokształt dorobku oraz w 2016 nagrody środowiska lotniczego „Błękitne Skrzydła” za całokształt lotniczo–kosmicznej działalności naukowej i dydaktycznej. Jeden z najczęściej cytowanych autorów publikacji naukowej znajdujący się na liście World’s TOP 2% Scientists, opracowanej przez: Uniwersytet Stanforda wraz z wydawnictwem Elsevier oraz firmą SciTech Strategies.
Nominowany do nagrody Klimatycznej Bzdury Roku 2021 za artykuł o zmianach klimatu w tygodniku „Wprost”.

## Stanowiska

### Ważniejsze pełnione funkcje na PW
- Prodziekan MEiL (1980–1984),
- Dziekan MEiL (1987–1990),
- Prorektor ds. Nauki (2002–2005),
- Członek Senatu (1999–2002),
- Kierownik Zakładu Silników Lotniczych ITC (1981–2012),
- Członek Komisji Senackiej ds. Współpracy z Zagranicą (1987–1990 i 1999–2002),
- Członek Komitetu Programowego Fundacji Dekabana (od 2002, w latach 2002–2016 przewodniczący),
- Członek Strategicznych Doradców Rektora Politechniki Warszawskiej (2012–2016),
- Przewodniczący Rady Programu Interdyscyplinarnego Kształcenia Doktorantów w zakresie Technologii Rakietowych (2012–2016, od 2016 członek).

### Ważniejsze pełnione funkcje poza PW
- Członek Komitetu Termodynamiki i Spalania PAN (1983–2019),
- Członek Rady Polskiej Agencji Kosmicznej (2015–2020),
- Członek zwyczajny Akademii Inżynierskiej w Polsce,
- Członek zwyczajny Towarzystwa Naukowego Warszawskiego,

- Drugi Wiceprzewodniczący Komitetu Narodów Zjednoczonych ds. Pokojowego Wykorzystania Przestrzeni Kosmicznej(inne języki) (COPUOS) (2012–2014) oraz Przewodniczący Polskiej Delegacji w COPUOS (2002–2018),
- Członek zwyczajny Międzynarodowej Akademii Astronautycznej (IAA),
- Członek Society of Automotive Engineers,
- Członek AIAA[22],
- Redaktor Naczelny Archivum Combustionis, czasopisma naukowego KTiS PAN (1983–2004),
- Członek Editorial Board Journal of Engineering, Physics and Thermodynamics (2010–2014),
- Członek Editorial Board Combustion, Explosions and Shock Waves” (2010–2014).

## Najważniejsze Patenty
- Tobita A., Fujiwara T., Wolanski P.: Detonation engine and flying object provided therewith, Japanese Patent, No. 2004-191793 (przyznany w 2009) Patent US 2005_0904A/AND/01983 (przyznany w 2010)[23].
- Klemens R., Gieras M., Wolański P.: Urządzenie do samoczynnego tłumienia wybuchów, Patent nr 212055 (przyznany w 2012)[22].
- M. Gieras, R. Klemens, J. Nowaczewski, P. Wolański, patent nr P 304.626, Gaśnica proszkowa[22].
- P. Wolański, patent: nr 226756 Kanał dolotowy z przepływem zwrotnym do komory spalania z wirującą detonacją[22].
- P. Wolański, P. Kalina, W. Balicki, A. Rowiński, patent: nr 226757 Gazodynamiczny zawór zwrotny do komory spalania z wirującą detonacją[22].
- P. Wolański, W. Balicki, P. Kalina, W. Perkowski, EU Patent Appl. No. 18185203.9. US Patent No: US 11,149,702 B2, Oct. 19, 2021 Injector of an Over-enriched Fuel and Air Mixture to the Combustion Chamber of Internal Combustion Engines (2018).

## Nagrody i odznaczenia
- Krzyż Kawalerski Orderu Odrodzenia Polski (2005)[3].
- Złoty Krzyż Zasługi (1987)[3].
- Złoty Medal za Długoletnią Służbę (2011)[3].
- Złoty Medal „Za zasługi dla obronności kraju” (2001)[3].
- Złoty Medal „Za Zasługi dla Pożarnictwa” (1982)[3].
- Srebrny Medal „Za Zasługi dla Pożarnictwa” (1980)[3].
- Medal im. A. K. Oppenheima (1989)[3].
- Medal im. D. Smoleńskiego (1997)[3].
- Medal Komisji Edukacji Narodowej (2000)[3].
- Medal im. W. Cybulskiego (2012)[3].
- Medal Politechniki Warszawskiej (2015)[24]
- Nagroda Ministra Nauki i Szkolnictwa Wyższego za całokształt działalności (2012)[25]
- Srebrny Medal 100-lecia PW (2015)[22]
- Business Innovation Award (2015)[22]
- The Fellow of the Combustion Institute (2018)[26].

## Wybrane publikacje
- Wolański P. (red.), Napędy rakietowe i badania kosmiczne w Instytucie Lotnictwa = Rocket propulsion and space research in the Institute of Aviation, Wydawnictwa Naukowe Instytutu Lotnictwa, Warszawa 2014.
- Wolański P. (red.), Jet ignition for control of the exothermic process of combustion in IC engines papers, Akapit, Kraków 1998, ISBN 83-7108-052-2.
- Wolański P. (red.), Techniki i technologie rakiet kosmicznych, Wydawnictwa Naukowe Instytutu Lotnictwa, Warszawa 2009.
- Antas S., Wolański P., Obliczenia termodynamiczne lotniczych silników turbinowych, Oficyna Wydawnicza Politechniki Warszawskiej, Warszawa 1989.
- Wolański P., Dynamika zapłonu mieszanin gazowych, Oficyna Wydawnicza Politechniki Warszawskiej, Warszawa 1978.
- Wolański P., Banaszkiewicz M., Kłos Z., Ziółkowska J., Zdziarski A., Udział Polski w badanich kosmicznych, Kwartalnik Nauka tom 3, Polska Akademia Nauk, 2008.
- Hishida, M., Fujiwara, T., Wolanski, P. Fundamentals of rotating detonation, „Shock Wave”, s 19: 1–10, 2009.
- Wolański P., Development of the continuous rotating detonation engines [w:] Progress in Pulsed and Continuous Detonations, Moscow, 2012.
- Wolański P., Detonation Engines, [w:] Journal of KONES, Vol. 18, 2011.
- Wolański P., Polish Contribution to Space Research, Pol J Avi Med Psychol, 2013.
- Wolański P., Kalin P., Balicki W., Rowiński A., Perkowski W., Kawalec M., Łukasik B., Development of gasturbine with detonation chamber, Detonation Control for Propulsion, Pulse Detonation and Rotating Detonation Engines, Springer, 2018.
- Wolański P., Ed.: Problemy spalania w silnikach spalinowych, Ekspertyza Komitetu Termodynamiki i Spalania PAN, Polski Instytut Spalania (PIS), Kraków 2000.
- Wolański P. Detonative Propulsion [w:] Proceedings of the Combustion Institute 34(1), s. 125–158, 2013.
- Frolov S. M., Zhang R., Wolanski P. (red.), Explosion Dynamics and Hazards, Toruss Press 2010, ISBN 978-5-94588-079-5.
- Wolański P., Balicki W., Perkowski W., Bilar A., Experimental Research of Liquid Fueled Continuously Rotating Detonation Chamber, Shock Waves, 2021.
- Wolański P. (red.), Research on detonative propulsion in Poland, Institute of Aviation Scientific Publication, Warsaw 2021, ISBN 978-83-63539-45-0.